# مراسم الزواج (تونس)

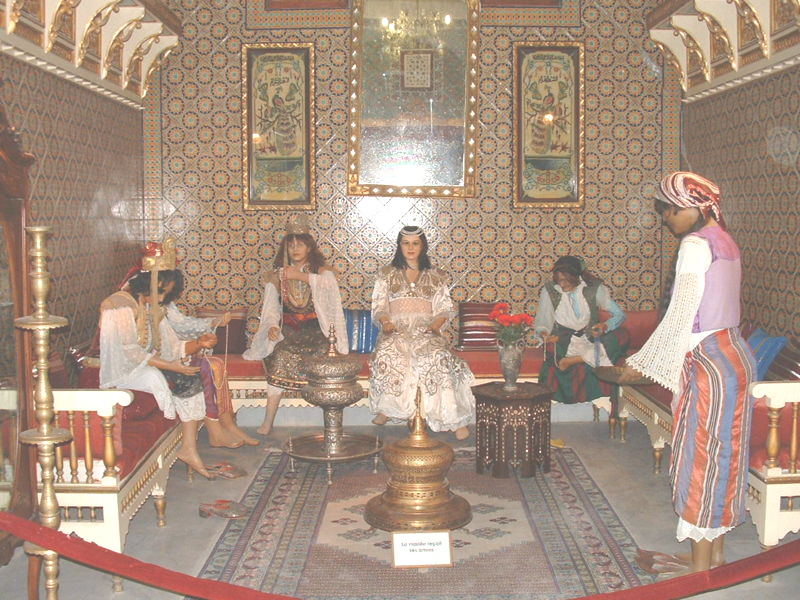
عرس بدار شريّط

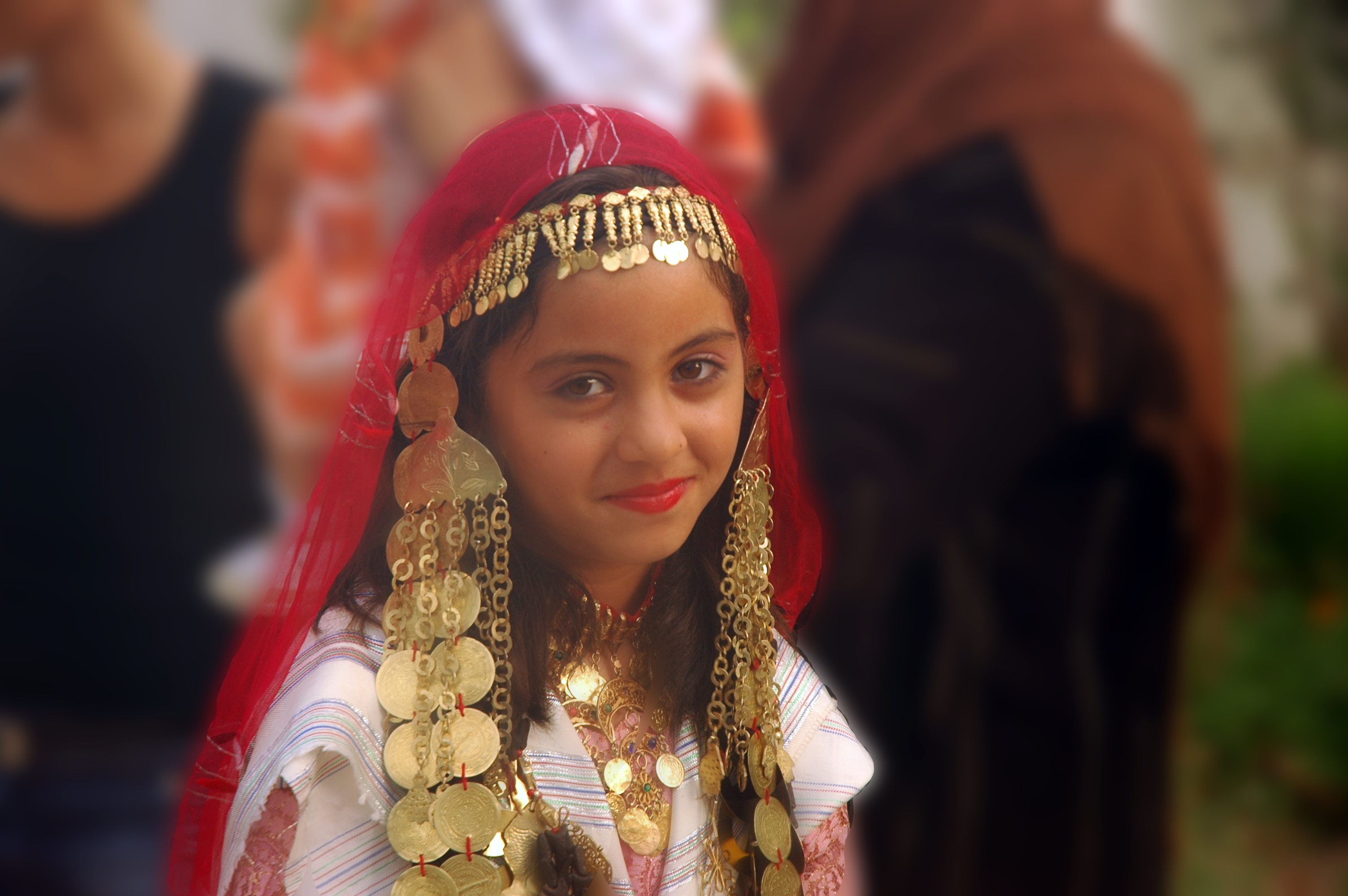
عرس جربة

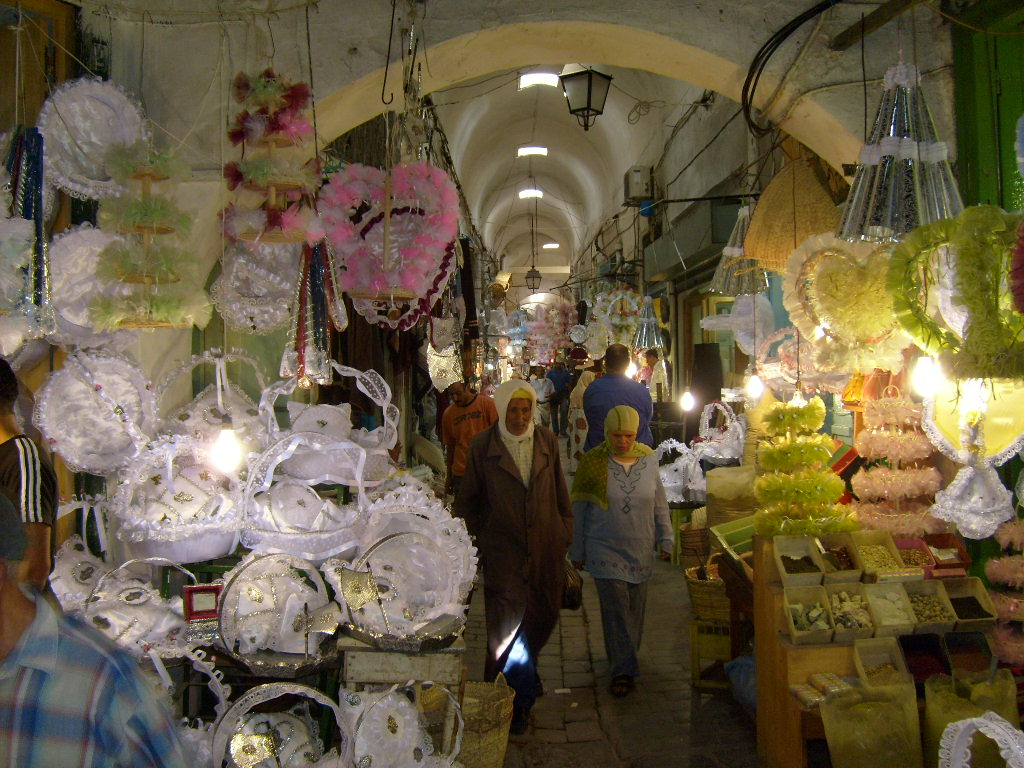
سوق أين يتمّ شراء مستلزمات الأعراس

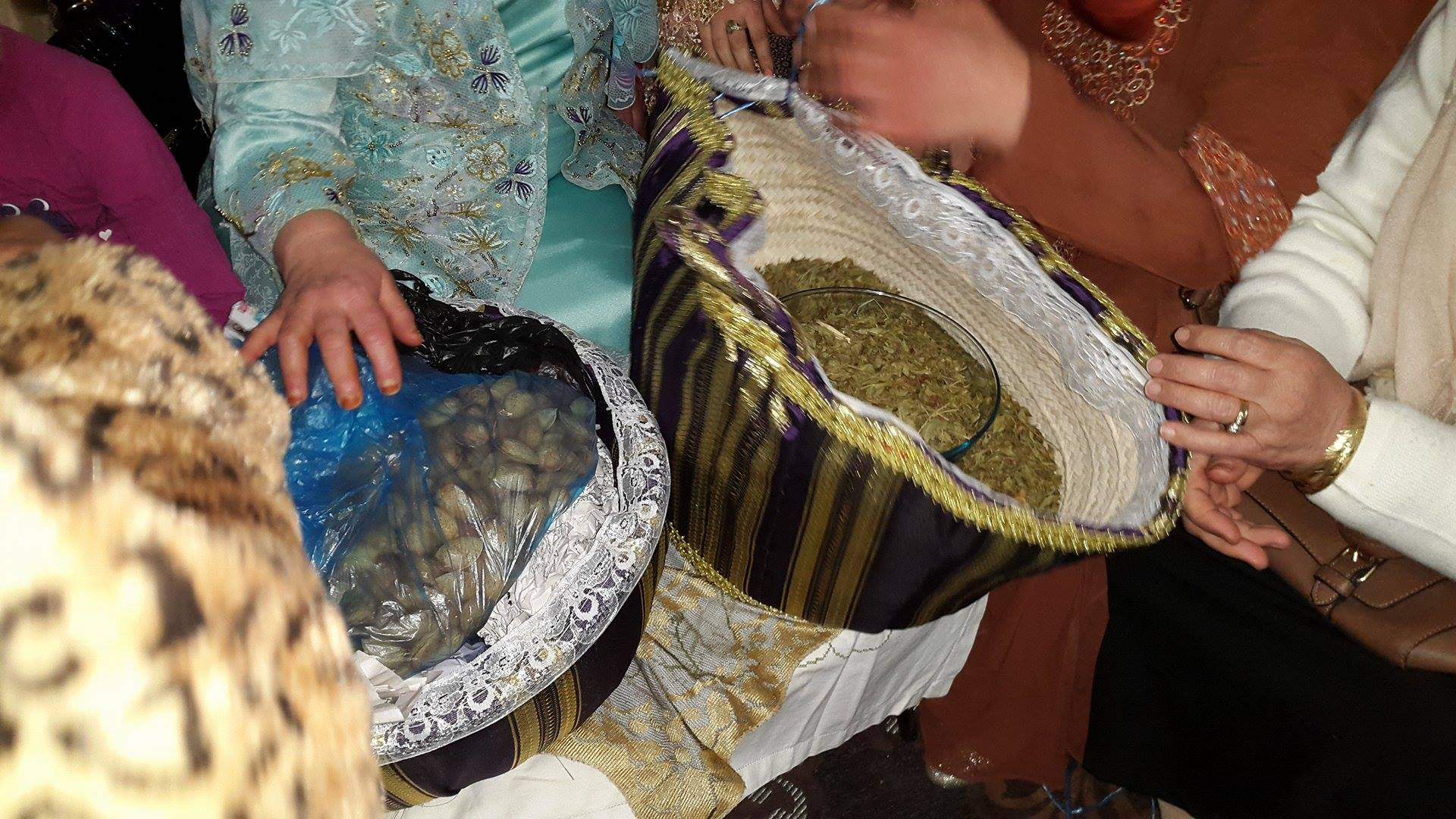
القفّة من عادات الأعراس في تونس

مراسم الزواج في تونس تتضمن مجموعة عادات وتقاليد تميز الزواج التونسي، بدءًا من اللباس والمأكولات والحلويات وانتهاءً بالموسيقى، ولا تزال هذه المراسم والطقوس محل تقدير في المجتمع التونسي، رغم قدمها ورغم الحداثة والتطور الذي تشهده تونس.

## مراحل الزواج

### الخطوبة
يسمّى هذا اليوم يوم 'قريان الفاتحة'  أو " العقد الشرعي "، تذهب فيه عائلة العريس وتحمل معها الهدايا وخاتم الخطوبة وكعكة الخطوبة لعائلة العروس للتّعارف ولطلب يدها وذلك بترديد الجملة المعتادة 'جيناكم خاطبين راغبين في بنت الحسب والنّسب' وعندما توافق عائلة العروس تتمّ قراءة الفاتحة والدّعاء للخطيبين بالخير ثمّ تلبيس الخواتم وتنطلق الزّغاريد. يتمّ على اثرها الاتفاق على موعد الزفاف وبهذا تنتهي الخطوبة لتبدأ تحضيرات حفل الزواج.
في بعض الجهات، الاحتفال بالخطوبة يدوم يومين، يتم التّعارف بين العائلات وقراءة الفاتحة في اليوم الأوّل وتلبيس الخواتم واحضار الهدايا وإقامة الحفل في اليوم الثّاني يوم 'المْلاك'.

### حفلات الزّواج
في بعض المناطق التّونسيّة تدوم احتفالات الزفاف سبعة أيّام وسبع ليالي وفي بعض المناطق الأخرى فقط ثلاثة أيّام وكلّ يوم له تسميته وعاداته، كما تختلف العادت والتّقاليد بين الجهات وبين بيت العريس والعروس.

#### يوم الاحتفال بالجهاز
يسمّى في الشّمال يوم 'هزّان الفرش' وفي الجنوب يوم 'العطريّة' ، يتمّ فيه تزيين كل ما أعدّته العروس من لوازم طبخ ولباس ومفروشات بشرائط ملوّنة ونقله إلى بيتها الجديد.

#### يوم الحمّام والحنّة
يسمّى في بعض المناطق 'نهار الخِلْوة' .
في النّهار، تذهب فيه العروس وهي ترتدي السّفساري، للاستحمام، في الحمّام التونسي وسط زغاريد وغناء وتصفيق صديقاتها ونساء عائلتها وعائلة زوجها ثمّ بعد الحمّام ترتدي 'التّخليلة' الحمراء وهي عبارة عن لباس تقليدي وتحتها سروال وقميص أبيضين ومطرّزين.
أمّا في السّهرة فيُقام حفل 'الحنّة الصّغيرة' ، حيث تقوم 'الحنّانة' وهي امرأة تختص بنقش الحناء والحرقوس على أيدي وأرجل العروس وصديقاتها ويشعلن الشّموع.
في المدن السّاحليّة تنشد فرقة نسائيّة تسمّى 'السّلاميّة' أغاني دينية وصوفية أمّا في الشّمال والجنوب فيغنّين ويرقصن على إيقاع الدربوكة.

#### يوم الكسوة والعشاء
في هذا اليوم بعد صلاة العصر، تأخذ عائلة العريس تحت أنغام الطّبل والمزمار، القفّة وهي عبارة عن سلّة يتم ملؤها بالعديد من المواد مثل الحنة والقطن، البخور، السواك، الكحل، العطر، عود القرنفل، سكر نبات، الكمون الأسود، وشوش الورد، كما تحتوي على فواكه جافة، مثل اللوز، والزبيب، والفستق، والحلوى، إضافة إلى بعض أدوات الزينة، مثل «الخلاص» (المشط) و«الفلاّية» والملقاط، والمرآة، وأدوات التجميل، وبعض المشروبات، أهمها قارورة 'شروبو' ، لعائلة العروس كما يأخذون لها خروفا أو عجلا حسب عادات الجهة وحسب الامكانيات. ويتمّ في هذا اليوم تحضير العشاء المتكوّن عادة من كسكسي وطاجين وسلاطة مشوية كما يتمّ توزيع الشّاي والمشروبات والحلويّات.
تختلف محتوايات القفّة من جهة إلى أخرى كما تختلف تسميتها ففي الجنوب يسمّونها 'العلاڨة' في حين تسمّى في مناطق أخرى 'الكسوة'.

#### يوم عقد القران
هناك مناطق يتمّ عقد القران فيها يوم الكسوة، هناك مناطق يتمّ عقده فيها يوم الاحتفال بالجهاز كما يوجد مناطق أخرى يتمّ عقده فيها في يوم مخصّص له أو في يوم الزّفاف. وتلبس خلاله العروس قفطان أبيض اللّون ويلبس العريس جبة.

#### يوم الوطيّة
تتجمل فيه العروس وتلبس لباس تقليدي تونسي مثل الكسوة وتجلس على كرسي 'التّصديرة' ثم تأتي عائلة العريس للاحتفال.

#### يوم حنّة العريس
يجتمع فيها أهل العريس وأصدقاؤه للغناء والرّقص على أنغام المزود، يتم وضع الحنّاء على خنصر إحدى يديه ويتبرّع له أصدقاؤه بمبالغ ماليّة وهو ما يسمّى بالتّونسي 'الرّموْ' .

#### يوم الزّفاف
يسمّى يوم 'المرواح' وهو آخر يوم، يوم الذّهاب لعشّ الزّوجيّة، في الصّباح يذهب العريس للحمّام والحلّاق رفقة أصدقائه على نغم وإيقاع المزود، ثمّ عند العودة تُقام في منزله 'الحلّالية' وهي عبارة عن فطور للرّجال فقط. تذهب العروس أيضا لقاعة التّجميل، ويقام الحفل مساء على أنغام فرقة موسيقيّة ثم تٌزف العروس إلى بيت زوجها.
ترتدي العروس في بعض المناطق فستانا أبيضا عصريّا يوم الزّفاف، في حين ترتدي في بعض المناطق الأخرى 'الحولي العربي' وهو لباس تقليدي تونسي وتتزيّن بالذّهب.

## عادات طريفة في الزواج التونسي

### تنقيزة الحوت
تشتهر بها ولاية صفاقس حيث يحضرون سمكة كبيرة ويزيّنونها بالشرائط الملوّنة ثم يمسك العريس بيد زوجته ويقومان بتخطّيها سبع مرّات بالدّور. يردّد النّاس أثناء 'التنقيزة' أغنية 'المارشة' تقول 'نقّز على الحوت والحنّة والحرقوس كالتوت' بمعنى تتخطّى العروس السّمكة ولون حنّتها والحرقوس مثل التوت.

### بربورة التظريفة
تشتهر بها مدينة جربة، خلال اليوم الأوّل من احتفال الزّواج تخرج العروس في ساعة متأخرة من اللّيل رفقة أربع نساء واحدة بجانب الأخرى، يقودهنّ أخاها الأكبر نحو شجرة زيتون، ممسكا بطرف لباسها بينما يفرش، أخاها الثّاني أو أحد أقاربها، الحصير لتمشي عليه ثمّ يطفن حول الشّجرة وهن يزغردن. وتأحذ العروس عصا من الشّجرة لتضرب كل من يمر أمامها كي يتزوّج أيضا، كفأل خير.

### حجب العروس
يتم في أغلب مناطق تونس حيث تبقى العروس في المنزل ولا تغادره شهرا كاملا قبل احتفالات الزّواج لكي تحافظ على بياض ونعومة بشرتها 'تلمّ السّر' .